# چاه شورک دو
چاه شورک ۲ یا عاشقان حسینی روستایی در دهستان گنبد علوی بخش مرکزی شهرستان دلگان استان سیستان و بلوچستان ایران است.

## جمعیت
بر پایه سرشماری عمومی نفوس و مسکن در سال ۱۳۹۵ جمعیت این روستا ۳۷۳ نفر (۷۵خانوار) بوده‌است.